# KK Wind Solutions
KK Wind Solutions A/S er en international dansk elektromekanikvirksomhed, der fungerer som underleverandør til vindmølleindustrien. Virksomheden har hovedkvarter i Ikast med afdelinger i Ikast, Vojens, Hammel og Hørsholm. I udlandet har de produktion i Polen, Tyskland, Spanien, Indien, Kina, Taiwan og USA. APMH Invest, som ejes af A.P. Møller og Hustru Chastine Mc-Kinney Møllers Fond til almene Formaal, har siden 2019 været ejer af virksomheden, som de købte af Solix Group. Oprindeligt blev virksomheden etableret af Kai F. Pedersen og Knud V. Jensen i 1969. Navnet KK-electronic blev indført i 1981, og der blev etableret en fabrik i Herning samme år. I 1990 begyndte virksomheden at levere kontrolsystemer til Bonus Energy. I 2014 skiftede KK-electronic navn til KK Wind Solutions. 
I 2023 havde KK Wind Solutions 3.300 ansatte (ca. 660 i Danmark). Årsomsætningen i 2023 var på 5,5 mia. danske kroner.